# Arne no Jikenbo
Arne no Jikenbo (アルネの事件簿 Arune no Jikenbo?) es un videojuego japonés de aventuras y misterio de Harumurasaki (Murasaki), con diseños de personajes de Harutarō. Se creó con RPG Maker y se lanzó originalmente como freeware a través del sitio web de Vaka Game Magazine en noviembre de 2017. También está disponible en Steam en japonés, chino e inglés.
Una adaptación al manga con ilustraciones de Soraho Ina, se publicó en la revista de manga shōjo de Media Factory Monthly Comic Gene de noviembre de 2018 a marzo de 2022, y se recopiló en cuatro volúmenes tankōbon. Una adaptación a anime producida por Silver Link se estrenará en enero de 2026.

## Media

### Manga
Una adaptación al manga ilustrada por Soraho Ina fue serializada en la revista de manga shōjo de Media Factory Monthly Comic Gene del 15 de noviembre de 2018 al 15 de marzo de 2022. Los capítulos del manga fueron recopilados en cuatro volúmenes tankōbon del 27 de abril de 2019 al 26 de marzo de 2022.
| Volúmenes de manga publicados | Volúmenes de manga publicados | Volúmenes de manga publicados |
| Número                        | Fecha de lanzamiento          | ISBN                          |
| ----------------------------- | ----------------------------- | ----------------------------- |
| 1                             | 27 de abril de 2019           | ISBN 978-4-04-065660-1        |
| 2                             | 27 de diciembre de 2019       | ISBN 978-4-04-064083-9        |
| 3                             | 25 de febrero de 2021         | ISBN 978-4-04-064754-8        |
| 4                             | 26 de marzo de 2022           | ISBN 978-4-04-680350-4        |

### Anime
Se anunció una adaptación televisiva al anime el 6 de noviembre de 2024. La serie está producida por Silver Link y dirigida por Keisuke Inoue. Inoue y Harumurasaki se encargan de la composición, Akiko Satō diseña los personajes basándose en los diseños originales de Harutarō y Yoshiaki Fujisawa compone la música. Su estreno está previsto para enero de 2026.